# ザ・ディレクター ［市民ケーン］の真実
『ザ・ディレクター ［市民ケーン］の真実』（ザ・ディレクター しみんケーンのしんじつ、RKO 281）は、1999年のアメリカ合衆国のドラマ映画。監督はベンジャミン・ロス、出演はリーヴ・シュレイバーとジェームズ・クロムウェルなど。
オーソン・ウェルズが制作した映画史上不朽の名作『市民ケーン』制作の内幕と、その公開をめぐるウェルズとメディア王ウィリアム・ランドルフ・ハーストの熾烈な攻防を描いた作品。リドリー・スコットと弟のトニー・スコットが製作総指揮を務めた。
元々テレビ映画として制作され、アメリカではHBOで放送され、日本では劇場公開された。
原題の「RKO 281」は、『市民ケーン』が撮影されたスタジオの番号であり、ハーストの妨害に備えて作品名を暗号化していたことによる。撮影台本の表紙には、この番号だけが記載されていた。

## ストーリー
1940年、ニューヨークの演劇界とラジオ界で天才と謳われていた演劇界の若き新星オーソン・ウェルズは、RKO社長のジョージ・シェーファーから破格の条件でハリウッドに招かれた。
ある日、メディア王として君臨しているウィリアム・ランドルフ・ハーストのパーティーに出席したウェルズは、破天荒な彼をモデルにした映画を作ることを思いつく。製作は困難を極めたが、無事完成にこぎつけた。それこそが、後に映画史上不朽の名作といわれるようになる『市民ケーン』であった。
だが、その映画の主人公が自分をモデルにしていることを知ったハーストは、公開を阻止すべく妨害工作に乗り出す。

## キャスト
※括弧内は日本語吹替。
- オーソン・ウェルズ：リーヴ・シュレイバー（小山力也）
- ウィリアム・ランドルフ・ハースト：ジェームズ・クロムウェル（佐々木敏）
- マリオン・デイヴィス：メラニー・グリフィス（田中敦子）
- ハーマン・J・マンキーウィッツ：ジョン・マルコヴィッチ（千田光男）
- ルエラ・パーソンズ：ブレンダ・ブレッシン（藤生聖子）
- ジョージ・シェーファー：ロイ・シャイダー（佐々木梅治）
- ルイス・B・メイヤー：デヴィッド・スーシェ（宝亀克寿）
- ヘッダ・ホッパー：フィオナ・ショウ
- グレッグ・トーランド：リアム・カニンガム

## 評価
Rotten Tomatoesによれば、14件の評論のうち高評価は93%にあたる13件で、平均点は10点満点中7点となっている。
本作は高い評価を受け、様々な賞にノミネートされ、数々の賞を受賞した。
- 第57回ゴールデングローブ賞テレビドラマ部門 作品賞（ミニシリーズ・テレビ映画部門）受賞[5]
- 第52回プライムタイム・エミー賞キャスティング賞、音響効果賞、オリジナル音楽賞受賞[6]
- 第5回クリティクス・チョイス・アワードテレビ映画賞[7]
- サンフランシスコ国際映画祭ゴールデンゲートアワーズ優秀賞受賞[8]

## 関連作品
- Mank/マンク